# Clathrozoellidae
Clathrozoellidae is een familie van neteldieren uit de klasse van de Hydrozoa (hydroïdpoliepen). 

## Geslacht
- Clathrozoella Stechow, 1921